# Ciklopropán
A ciklopropán (C3H6) a cikloalkánok közé tartozó szerves vegyület, melyben három szénatom gyűrűt alkotva kapcsolódik egymáshoz, valamint egyenként két hidrogénatomhoz. A legegyszerűbb cikloalkán. Színtelen, dietil-éterre emlékeztető szagú, kábító, narkotikus hatású gáz.
1,3-diklórpropánból állítható elő cinkkel, nátrium-jodid jelenlétében. Ez a reakció egy módosított Wurtz-szintézisnek fogható fel.
A szénatomok közötti kötések jóval gyengébbek, mint egy átlagos kovalens kötés. Ezt a  60°-os szög okozza, amely jóval az átlagos 109,5°-os szög alatt van (sp3 hibridizált molekulapályák). Azonban feszültsége azért csak kevéssel nagyobb, mint a ciklobutáné (27,6 kJ/mol és 26,4 kJ/mol), mert σ-aromás jelleget mutattak ki nála.
Ez a szög-feszültség levonódik a kötési energiából, ezért a vegyület reaktívabb az alkánoknál és más cikloalkánoknál (ciklopentán, ciklohexán, cikloheptán) is.
A természetben nagy reakciókészsége miatt nem fordul elő.

## Kémiai reakciói
A ciklopropán kémiai tulajdonságai inkább az alkének, mint az alkánok kémiai tulajdonságaira emlékeztetnek. Brómmal a nyílt láncú alkánoktól eltérően addíciós, és nem szubsztitúciós reakcióba lép. Az addíció a gyűrű felnyílásával jár, nyílt láncú 1,3-dibrómpropán keletkezik. A brómhoz hasonlóan addícionál hidrogén-jodidot és hidrogént is. Megvilágítás hatására klórral azonban szubsztitúciós reakcióba lép. Katalizátor jelenlétében vagy hő hatására a gyűrűje felnyílik, propilénné alakul.